# Lambert von Konstanz
Lambert (996 erstmals erwähnt; † 16. Mai 1018) war von 995 bis 1018 Bischof von Konstanz.

## Leben
Lambert war vermutlich zuerst Mönch, bevor er nach dem Tode Gebhards II. Bischof von Konstanz wurde. Er nahm 996 an der Synode und Kaiserkrönung Ottos III. in Rom teil, sowie an weiteren Synoden Ottos III. und Heinrichs II. Lambert war am Totenbette Ottos III. anwesend und begleitete den Leichnam zurück nach Deutschland. Während seiner Amtszeit wurde das Konstanzer Münster teilweise neu errichtet und erweitert.